# Ago (cucito)

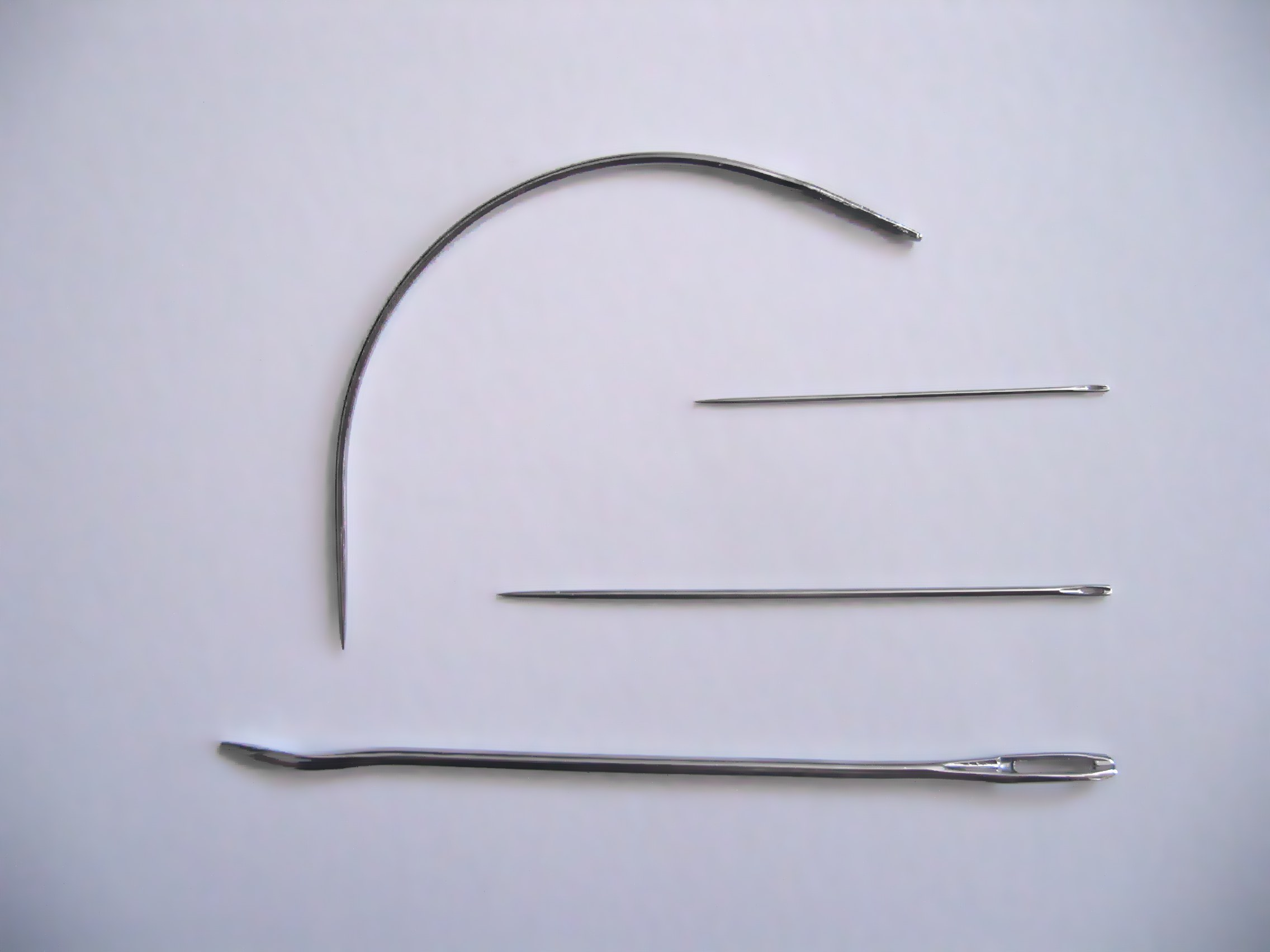
Aghi da cucito

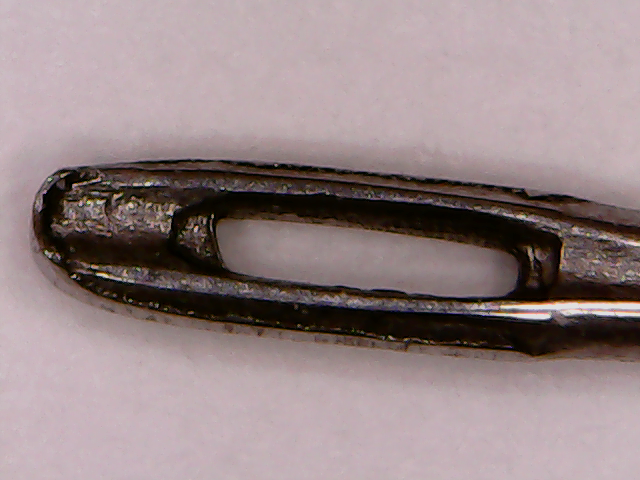
Cruna di un ago al microscopio

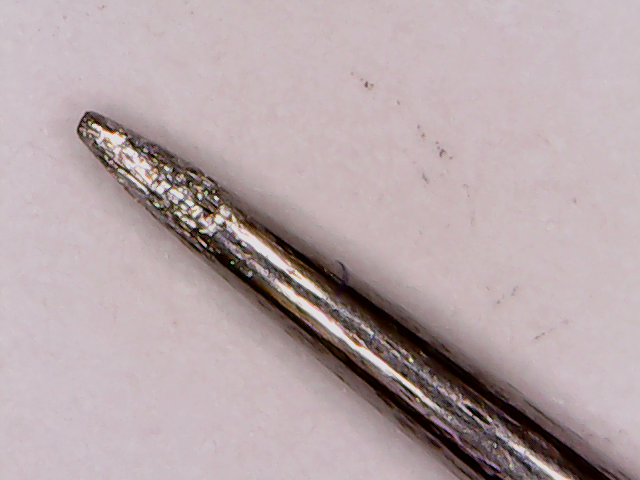
Punta di ago al microscopio

Un ago, dal latino acus raggiungere-penetrare , è un attrezzo utilizzato per cucire, di forma allungata ed appuntito ad una estremità. Si usa per unire tramite una cucitura due lembi di tessuti, cuoio, feltro, materie plastiche, budello e altri materiali che possano essere forati dalla sua punta.
Ad una estremità dell'ago c'è la punta e all'altra estremità un foro chiamato cruna, in cui si fa passare il filo. Nell'ago che si usa per cucire a macchina la cruna si trova nella punta, mentre all'altra estremità l'ago è sagomato in modo da poter essere fissato alla macchina da cucire.
Vi sono innumerevoli tipi di ago, di dimensioni e forme differenti, in relazione all'impiego e allo spessore del materiale da cucire.

## Storia
L'ago più semplice si può ricavare da una spina di agave, tagliando la spina terminale della foglia solo parzialmente, in modo che le rimangano attaccate alcune fibre, si ottiene l'accoppiata ago (la spina) e filo (le fibre della foglia) con cui si può fare una cucitura grossolana.
I primi aghi di cui si ha notizia erano realizzati in osso o legno, nell'antichità erano in bronzo, gli aghi moderni sono realizzati in acciaio placcato.
Gli aghi d'acciaio furono introdotti in Europa dagli Arabi e nel 1370 si fabbricavano a Norimberga.
Il primo aghificio in Italia fu fondato a Lecco, col nome di Primo Aghificio Italiano s.r.l. produce tuttora aghi per cucire a mano e macchine.

## Tipi di aghi[2]
- da cucito sono segnalati con una scala che va da 1 a 10. Un valore di 1 rappresenta gli aghi più spessi e lunghi mentre un valore di 10 quelli più sottili.
- da lana, più grossi di quelli da cucito, con una lunga cruna e spesso la punta arrotondata.
- da ricamo
- da macchina, per la macchina per cucire, hanno punte diverse, arrotondata per maglina, triangolare per pelle.
- da calzolaio, hanno forma ricurva.
- da materassaio, robusti e molto lunghi dovendo attraversare lo spessore dei materassi, con una cruna adatta allo spago.
- da sellaio, chiamato sedola non è rigido, lungo una decina di centimetri, è fornito di una grossa cruna.
- da maglia, vengono chiamati i ferri per la lavorazione a maglia.
- passanastro, grosso ago, a volte appiattito, per infilare nastro o elastico.
- per pelle e cuoio, ha la punta di sezione triangolare e ben affilata per riuscire a bucare la pelle.
- da tappezziere
- per feltro
- ago a linguetta, per macchine per maglieria per la produzione di calzetteria.